# تومار اعتراضی جنبش سبز

پوستری برای «بلندترین تومار پارچه‌ای جهان»

تومار اعتراضی جنبش سبز، بلندترین طومار پارچه‌ای جهان بود که هزاران امضا در اعتراض به نتایج انتخابات ریاست جمهوری ایران، بر آن نقش بسته بود و در شهر پاریس در کنار برج ایفل در تاریخ ۳ مرداد ۱۳۸۸ به نمایش درآمد.
ایدهٔ امضای بلندترین تومار پارچه‌ای جهان پس از اعلام نتایج انتخابات ۲۲ خرداد و معرفی محمود احمدی‌نژاد به عنوان پیروز آن از سوی ایرانیان مطرح شد. در پی آن از ساعت پنج تا هشت بعد ازظهر روزهای ۱۰ تا ۱۲ ژوئیه، ۱۹ تا ۲۱ تیر، در بیش از ۱۸۰ شهر جهان، پارچه‌هایی با رنگ سبز پذیرای امضای کسانی بود که بر این باور بودند که محمود احمدی‌نژاد، رئیس‌جمهوری ایران نیست.